# アヴェイロ
アヴェイロ（Aveiro (ポルトガル語発音: [aˈvejɾu] or [ɐˈvɐjɾu] ( 音声ファイル))）は、ポルトガル中部地方にある都市で、アヴェイロ県の県都である。アベイロとも表記する。大西洋岸に位置し、ポルトガルにおける重要な漁港がある。また、小さな魚や貝殻の形をした白い皮の中に、黄金色の卵黄クリームが詰まったオヴォシュ・モーレシュでも有名である。また、アヴェイロの歴史は、イタリアの海港都市ヴェネツィアと同様に、干潟に築かれた、運河が張り巡らされ、小舟の行き来も多いことから、しばしば、「ポルトガルのヴェニス」とも呼ばれる。

## 歴史
アヴェイロの歴史は、少なくとも10世紀にまで遡ることができる。このころは、ラテン語で、「鳥を狩り、また、貯えておく場所」という意味のAviariumと呼ばれていた。11世紀までは、ムーア人の支配下にあったが、その後は、ポルトガル王国の領土となった。
1575年の暴風雨により、海の入口がふさがってしまったため、漁港としてまた交易の中心として反映していた街は一時的に衰退してしまったが、19世紀に街を襲った暴風雨がふさいでいた海への入口を開いたため、漁業を中心に再興を果たした。

## 産業
アヴェイロの主な産業は、製塩、海藻を採集することを中心とした漁業、酪農である。アヴェイロで牧畜業が盛んなのは、潟で取れる海藻をもとに生産される肥料が埋立地の地味を肥やしたことによる。

## アヴェイロ出身の有名人
- ジョアン・アフォンソ-ヨーロッパ人として初めて、ベニン王国を訪問した。彼自身は、ポルトガルに戻ることなく、現地で死亡したが、リスボンに初めて、胡椒を運んだ人物である。

## 市内の主な名所
- 中央運河 - アヴェイロ市の中央部を流れる運河。運河の上には、肥料用の海藻を集めるモリセイロと呼ばれる極彩色の絵で美しく飾られた船が浮かぶ。
- アヴェイロ聖堂 - 16世紀に建てられた聖堂。正面のファサードはバロック建築である。白い壁は、ポルトガルの磁器であるアズレージョで飾られている。
- アヴェイロ美術館 - 15世紀に建立された女子修道院が現在は美術館として転換され、利用されている。アフォンソ5世 (ポルトガル王)の王女ジョアナの墓が美術館の中にあり、彼女の石棺は大理石のモザイクで飾られていると同時にバロック様式の傑作といわれている。
- アヴェイロ旧駅舎 - 駅全体がアズレージョで飾られている。なお列車は横に新設された新駅舎に停車する。

## 教育
1973年にアヴェイロ大学が開校された。大学は評判も高く、多くの学生をこの街にひきつけるのに一躍買っている。430人の教授陣と11,000人の学生、1,300人の大学院生がこの大学に在籍している。

## 姉妹都市
| - ヴィゼウ（ポルトガル） - ヴィアナ・ド・カステロ（ポルトガル） - ベレン（ブラジル） - ペロータス（ブラジル） - 大分市（日本） - イニャンバネ市（モザンビーク） | - シウダ・ロドリーゴ（スペイン） - フォルリ（イタリア） - サンタ・クルス（カーボベルデ） - ペンバ（モザンビーク） - クバトン（ブラジル） |

## 画像

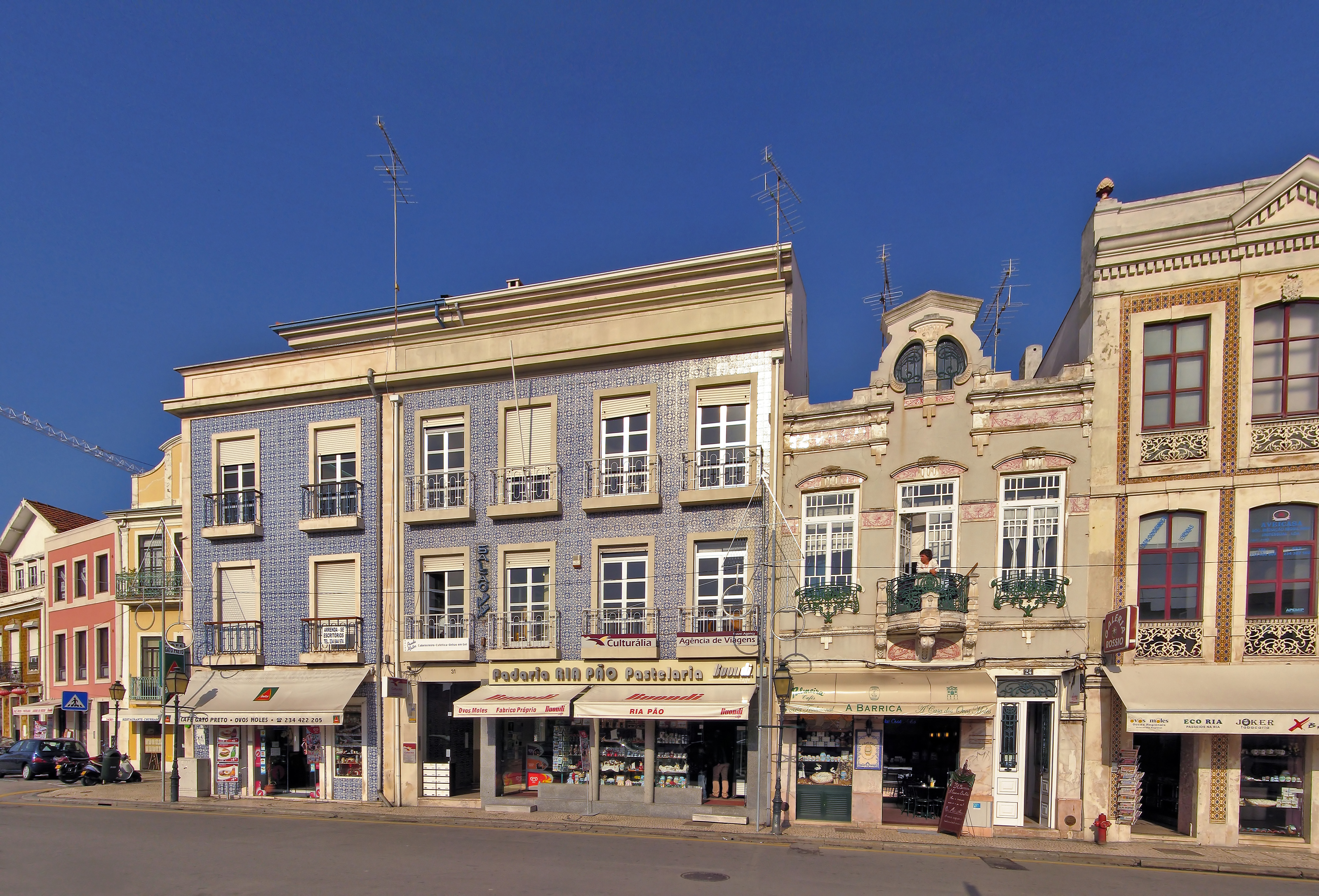
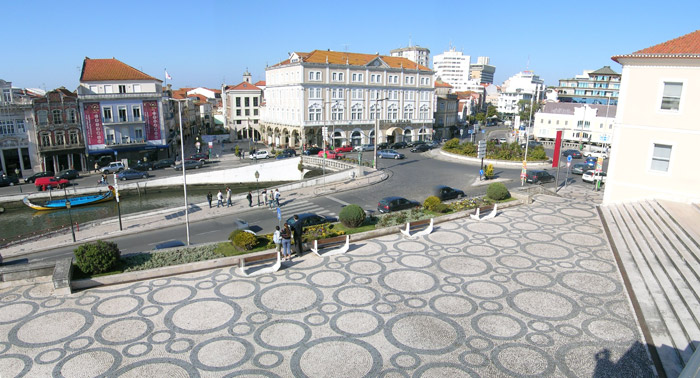
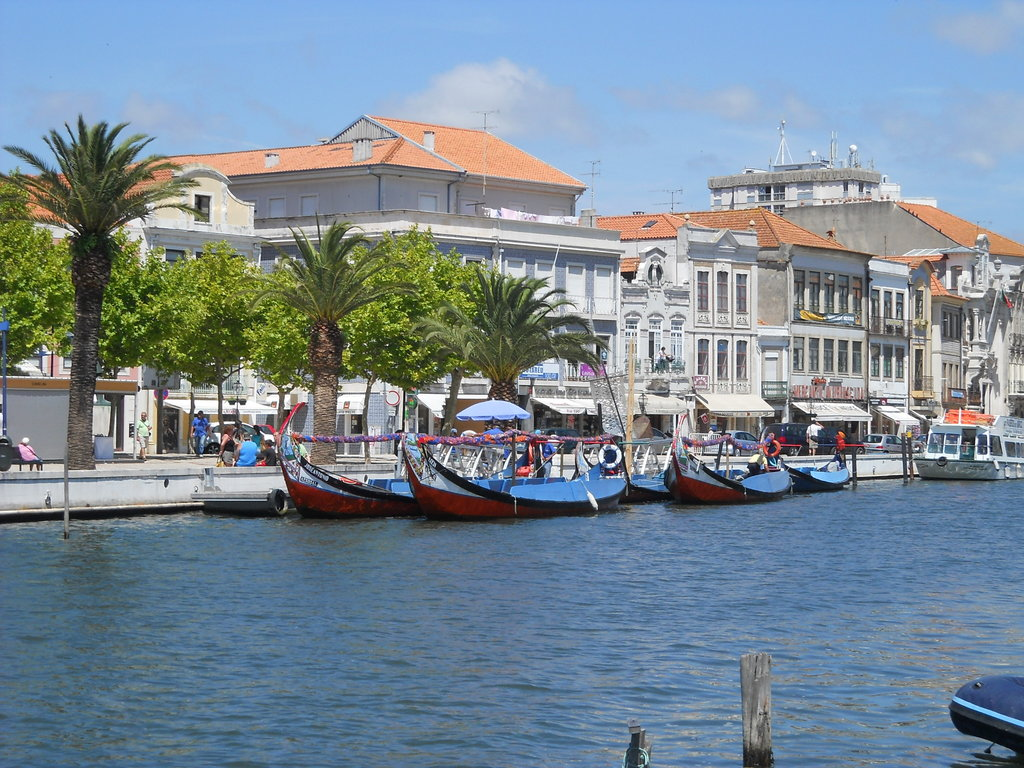
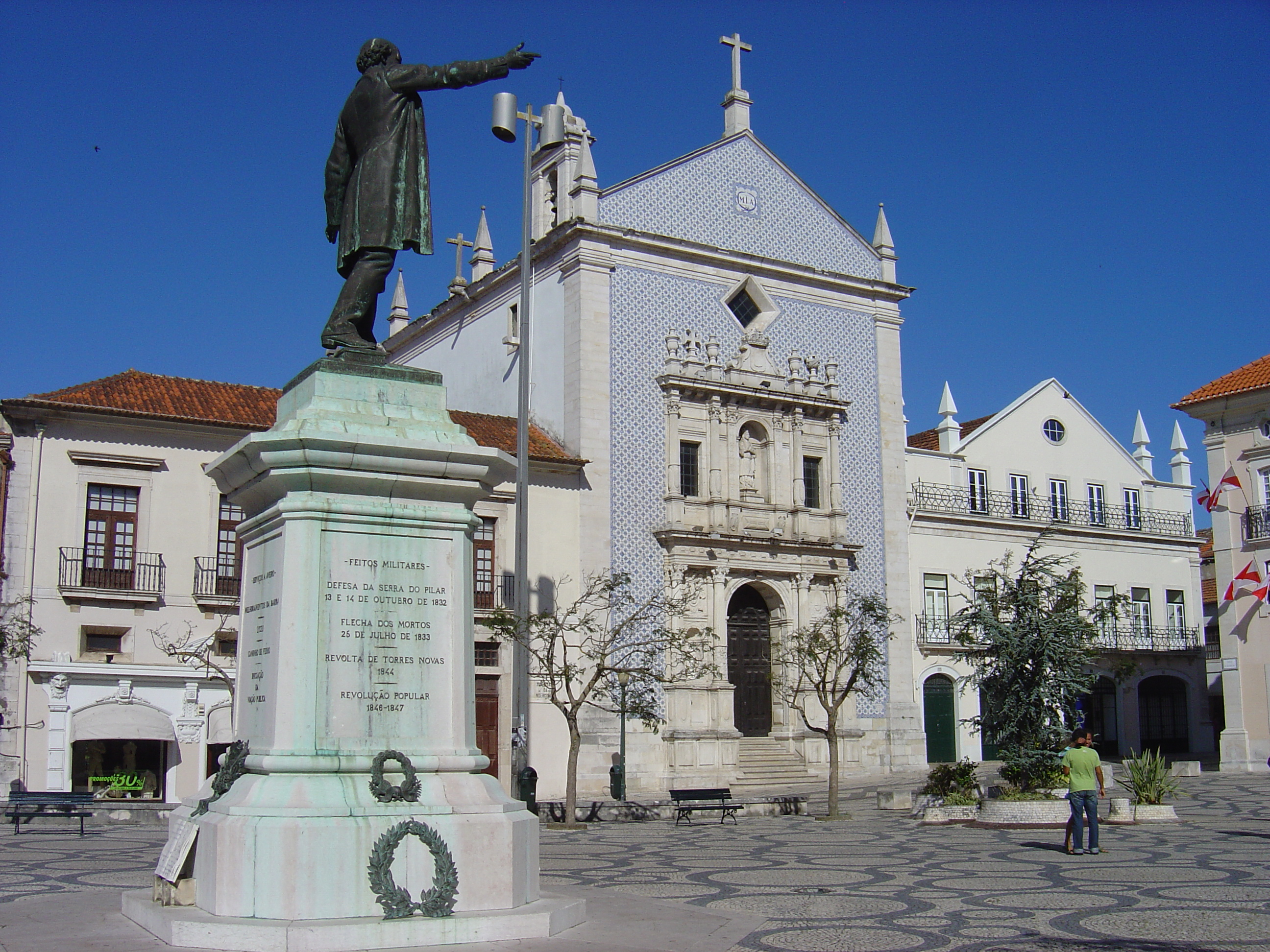
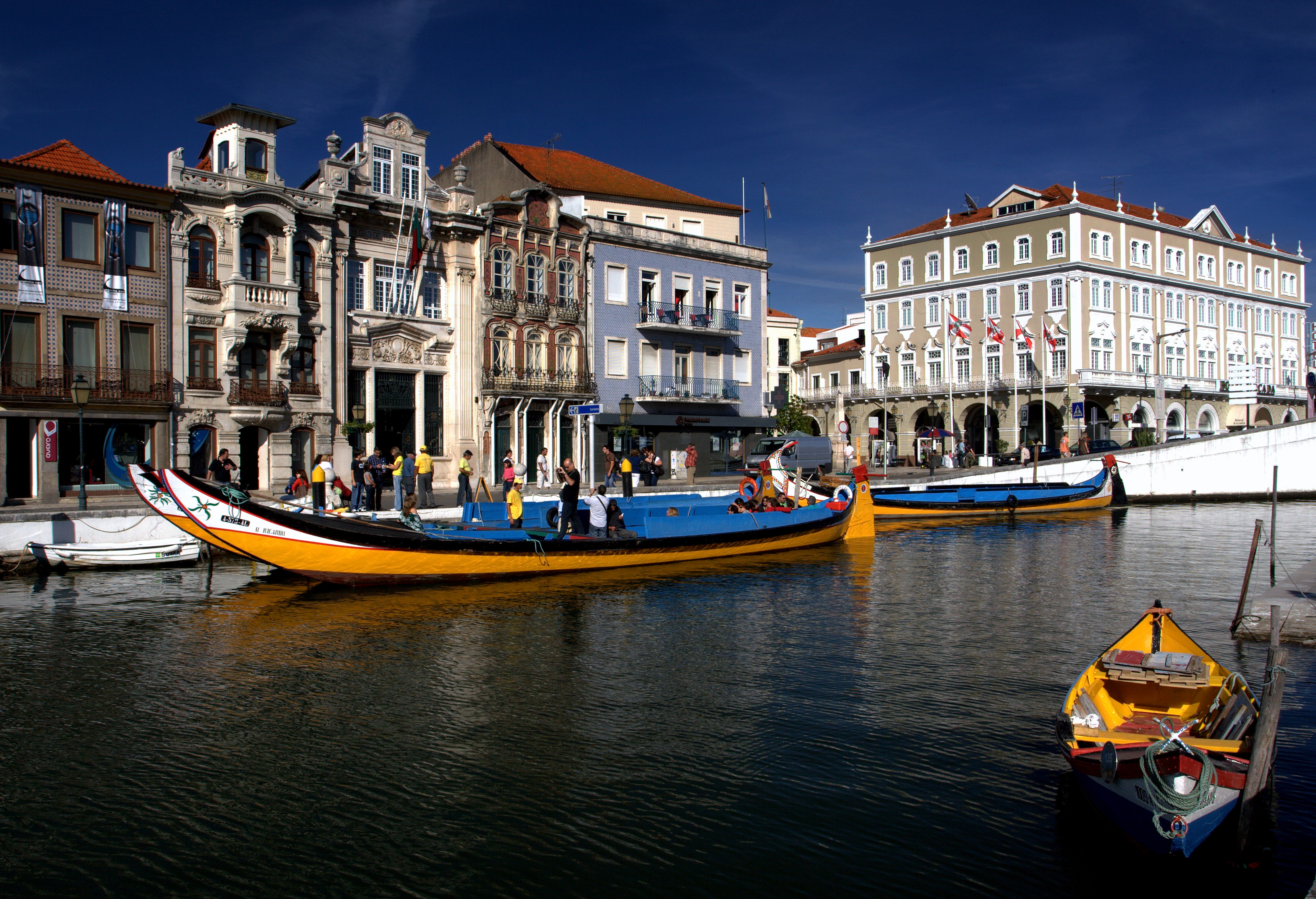
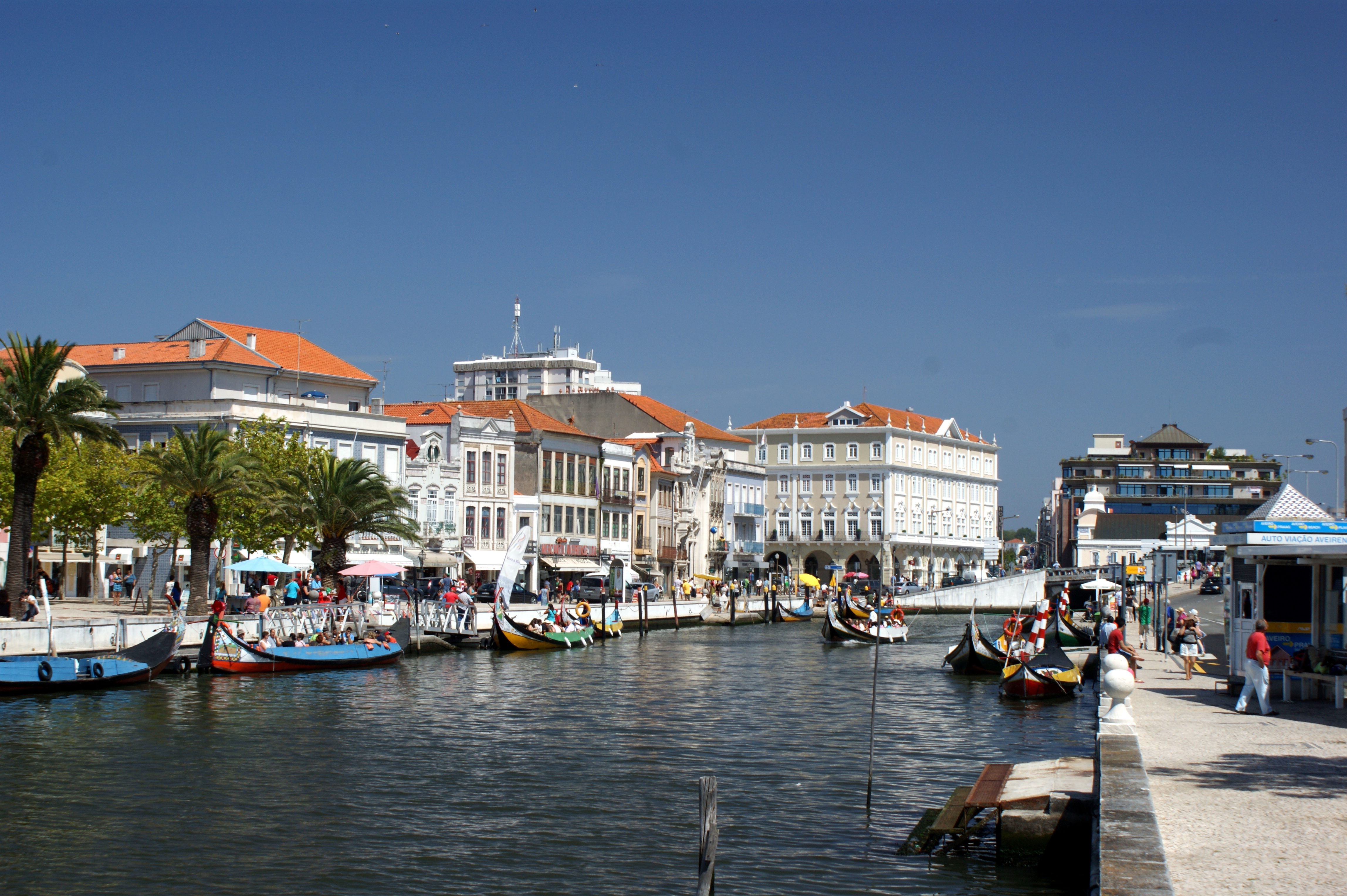
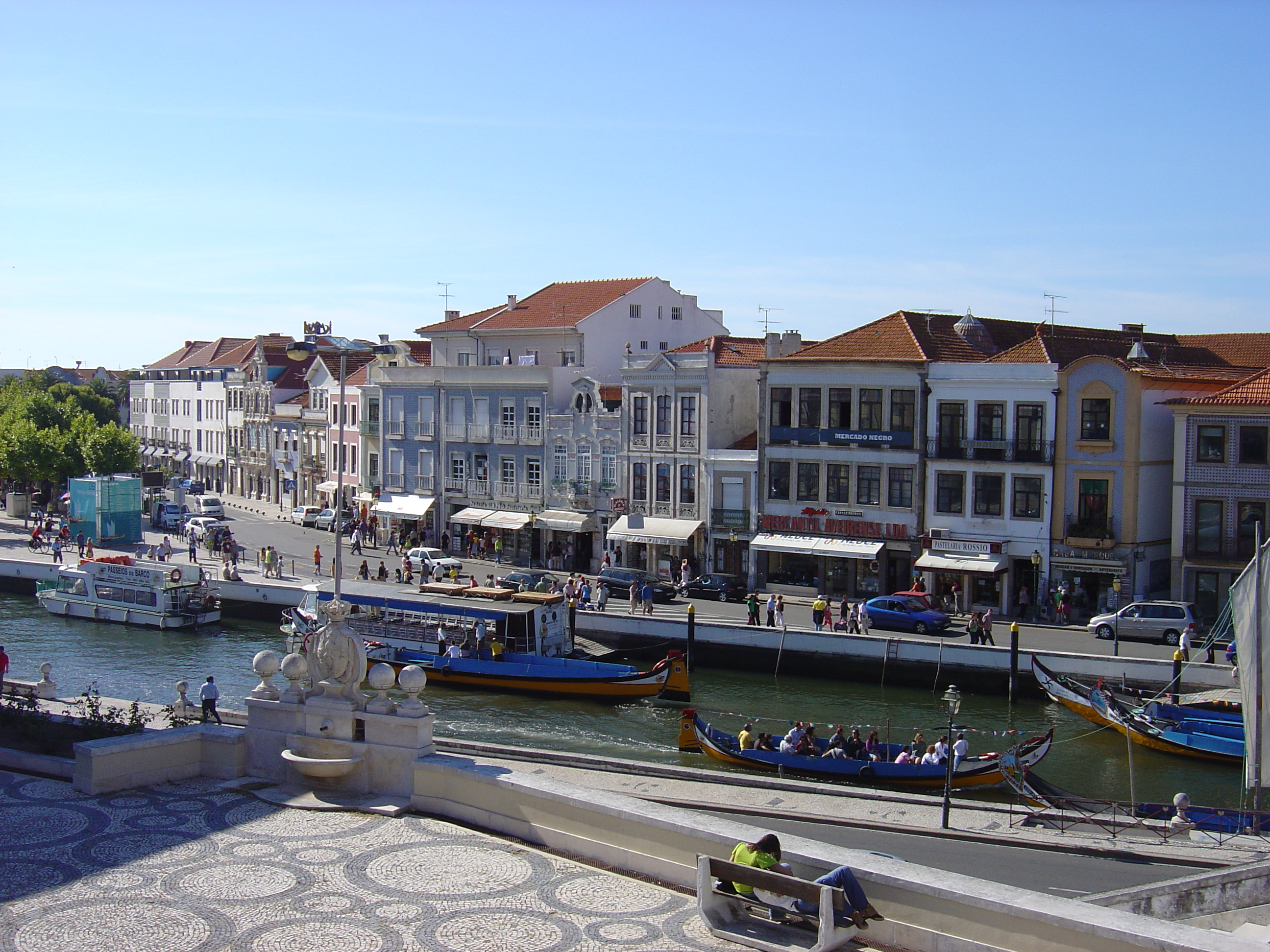